# Mars sample return mission

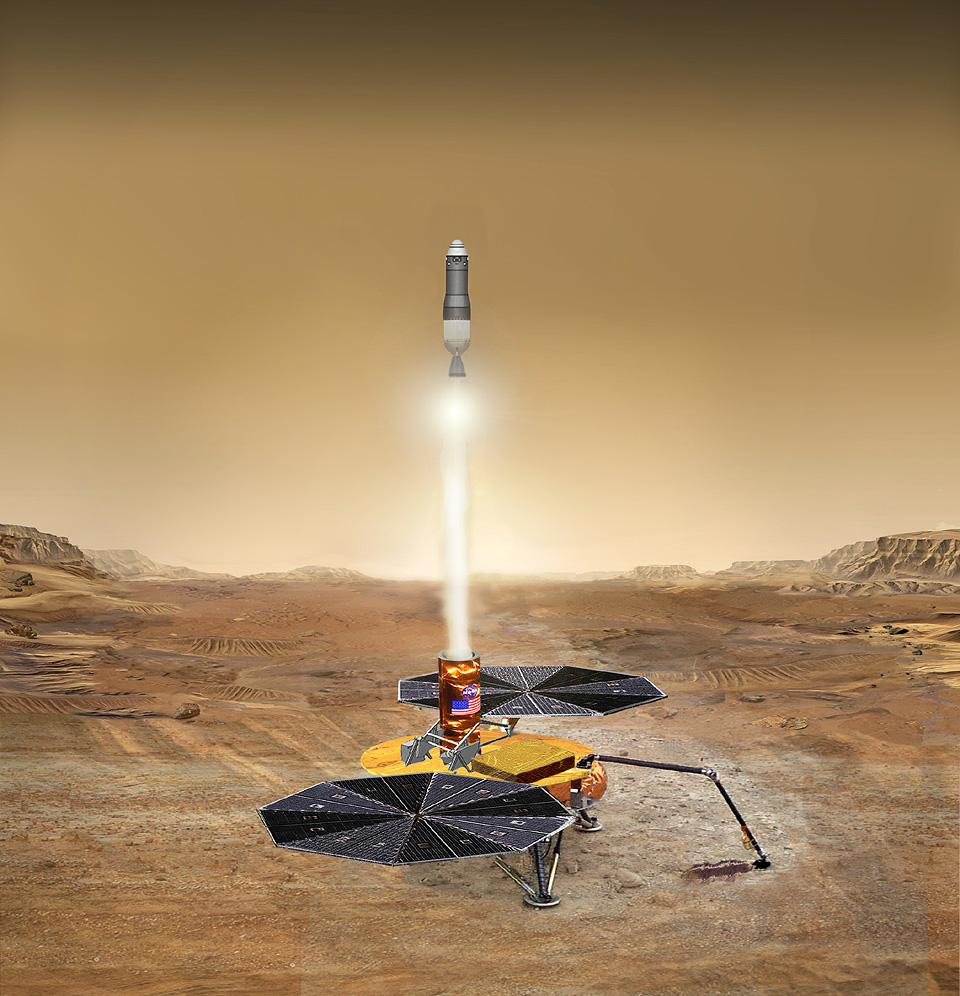
Vista conceptual de recogida de muestras en Marte y regreso a la Tierra

Una Mars sample return mission (MSR) se refiere a un vuelo espacial para recoger las muestras de roca y polvo de Marte y devolverlas a la Tierra. El principal problema sería como traer las muestras a la Tierra, los proyectos tienen que tener en cuenta el tiempo, el presupuesto y el estado de funcionamiento de los sensores de las naves espaciales. Las muestras se podrían estudiar en cualquiera de los laboratorios de la Tierra.
Según Louis Friedman, Director Ejecutivo de The Planetary Society, una misión de retorno de muestras de Marte está considerada por la comunidad científica planetaria una de las misiones espaciales robóticas más importantes, debido a su alto rigor científico esperado en la inversión.
Con el tiempo, se planificaron varias misiones, pero ninguna propuesta llegó más allá de la fase de planificación. Las tres últimas propuestas para una misión MSR fueron la de la NASA-ESA, otra rusa (Mars-Grunt) y otra propuesta china (Tianwen-3). También existe una propuesta japonesa para traer muestras de la luna marciana Fobos: Martian Moons Exploration.
La misión MSR más prioritaria para la NASA fue considerada una misión Flagship según la Planetary Decadal Survey 2013–2022: The Future of Planetary Science.

## Misión MSR de la NASA-ESA
- El rover Perseverance de la NASA recolectará muestras y las dejará en la superficie para su posterior recuperación.
- La Sample Return Lander (SRL) se compone de tres elementos: una plataforma de superficie, un Sample Fetch Rover (SFR) y un vehículo para ascender desde la superficie de Marte (MAV, por sus siglas en inglés). Una vez desplegada la plataforma, el SFR descenderá de ella y se desplazará hacia los depósitos, recogerá los tubos de muestras y regresará a la plataforma. Luego, los tubos con las muestras se transferirán a un elemento de contención preparado para orbitar, denominado Orbiting Sample (OS), y se cargarán a bordo del MAV. El MAV lanzará el contenedor de muestras a la órbita de Marte.
- La Earth Return Orbiter (ERO)[3] detectará el contenedor en órbita con las muestras y se posicionará para capturarlo, y después de biosellarlo y transferirlo de manera segura a la cápsula de reentrada de la tierra (ERC por sus siglas en inglés), será lanzada en una trayectoria de entrada a la Tierra.

- El orbitador de retorno a la Tierra (ERO) construido por la ESA se lanzará en un cohete Ariane 6 en octubre de 2026 y llegará a Marte en 2027, utilizando propulsión de iones para bajar gradualmente su órbita a la altitud adecuada para julio de 2028.
- El orbitador recuperará el bote con las muestras en orbita y lo devolverá a la Tierra durante la ventana de transferencia de Marte a la Tierra de 2031.
- El recipiente de retorno de muestras, encapsulado dentro del módulo de reentrada de la Tierra, aterrizará en 2031.[4]

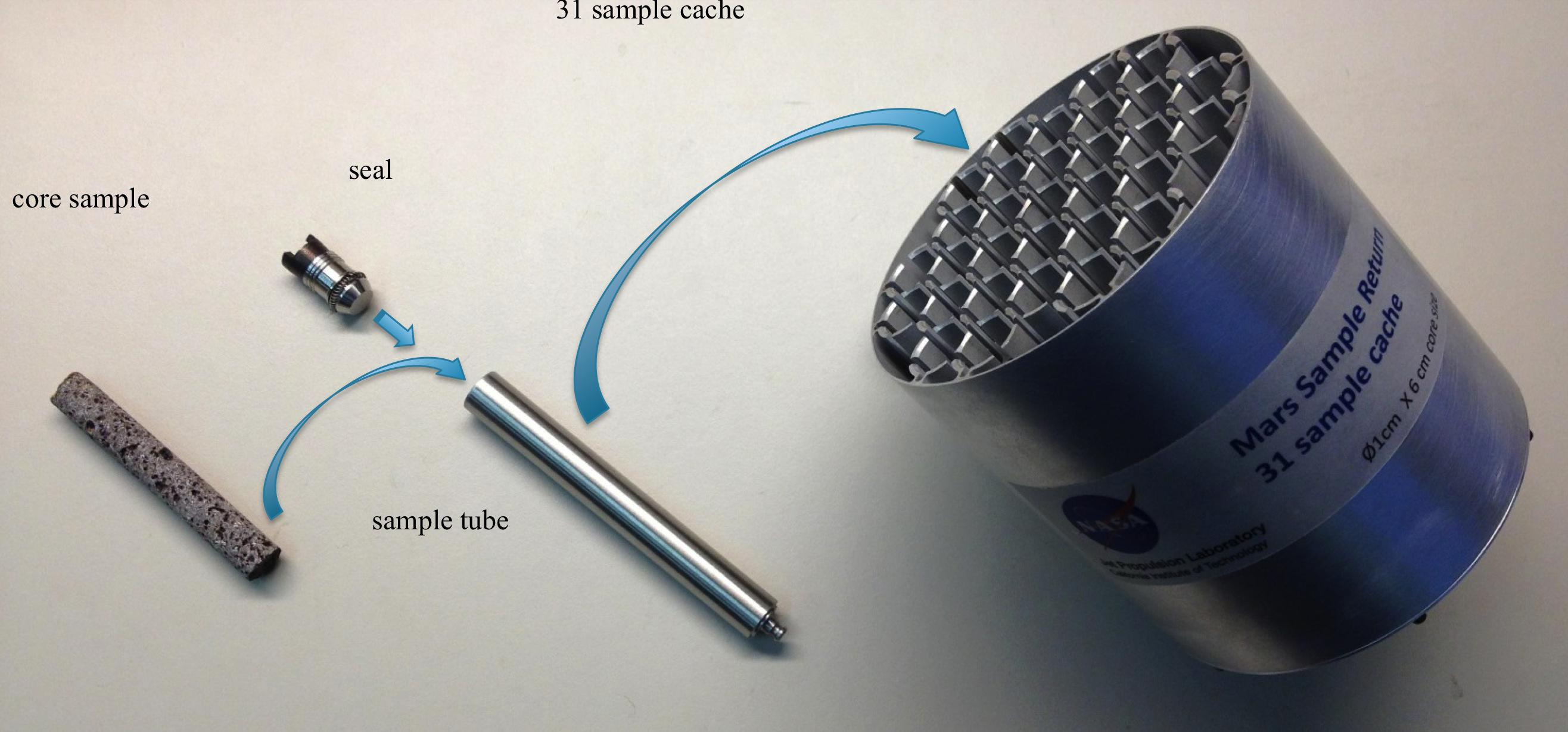
Recolector de muestras del Perseverance